# Matthew Broderick
Pour les articles homonymes, voir Broderick.
Ne doit pas être confondu avec Matthew Modine.
Matthew Broderick est un acteur et producteur américain, né le 21 mars 1962 à New York.
Il est connu entre autres pour ses rôles de David Lightman dans Wargames, Ferris Bueller dans La Folle Journée de Ferris Bueller, du docteur Nick Tatopoulos dans Godzilla, ou encore pour avoir prêté sa voix au personnage de Simba, dans la version originale du Roi Lion.
Il est marié depuis 1997 à Sarah Jessica Parker.

## Biographie
Fils de Patricia Biow (en), écrivaine de théâtre, actrice et peintre et de l'acteur James Broderick, Mathew Broderick naît à New York en 1962,,. Après des études à la City and Country School et au lycée d'art dramatique Walden de Manhattan (aujourd'hui disparu), il obtient son premier grand rôle dans On Valentine's Day, pièce du dramaturge Horton Foote produite par HB Studio.
Il joue ensuite un des rôles principaux dans Torch Song Trilogy, pièce semi-autobiographique de Harvey Fierstein. Ce rôle lui permet d'attirer l'attention du critique de théâtre Mel Gussow (en) du New York Times.

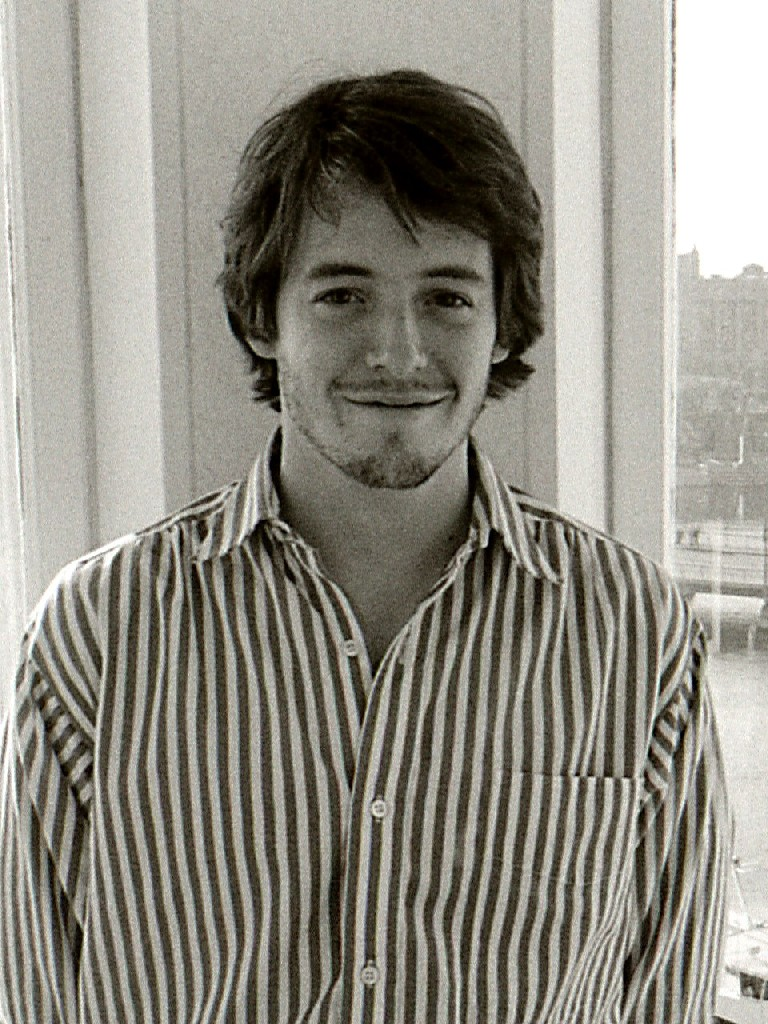
Matthew Broderick en Suède pour la promotion de
La Folle Journée de Ferris Bueller, décembre 1986.

Il interprète ensuite le rôle d'Eugene Morris Jerome dans les deux premiers opus de la Eugene Trilogy, trilogie de Neil Simon composée de Brighton Beach Memoirs, pour laquelle il reçoit son premier Tony Award devenant le plus jeune lauréat d'un Tony Award du meilleur acteur, Biloxi Blues et Broadway Bound. C'est Neil Simon qui lui offre également son premier rôle au cinéma dans Le retour de Max Dugan (Max Dugan Returns) en 1983. La même année, il connaît son premier grand succès au cinéma avec Wargames. Il joue ensuite le rôle de Philippe Gaston dans Ladyhawke, la femme de la nuit en 1985 aux côtés de Michelle Pfeiffer.
Après avoir refusé le rôle d'Alex P. Keaton dans la sitcom Family Ties à cause d'un emploi du temps trop chargé, il obtient le rôle d'un charmeur dilettante dans La Folle Journée de Ferris Bueller. Broderick, qui a en réalité 23 ans au moment du tournage, y joue le rôle d'un lycéen qui fait l'école buissonnière avec sa petite amie (Mia Sara) et son meilleur ami (Alan Ruck) dans les rues de Chicago, en cherchant à échapper au directeur du lycée qui veut absolument les confondre. Le film est aujourd'hui culte et reste un rôle marquant de Matthew Broderick.
En 1989, il attire également l'attention des critiques pour son rôle de héros de la guerre de Sécession Robert Gould Shaw dans le film Glory.
Dans les années 1990, il prête sa voix à Simba adulte dans le film d'animation Le Roi lion. Il se distingue par ailleurs pour ses rôles dans deux comédies : dans Disjoncté, il interprète un jeune homme avec lequel Jim Carrey, réparateur de câble déjanté, se lie d'amitié ; dans L'Arriviste, il joue un professeur de lycée déterminé à empêcher l'actrice Reese Witherspoon d'être élue présidente du conseil des élèves.
Broderick revient à Broadway au milieu des années 1990 dans la comédie musicale How to Succeed in Business Without Really Trying pour laquelle il est récompensé d'un Tony Award. En 2001, il joue de nouveau aux côtés de son partenaire du Roi lion, Nathan Lane, dans la comédie musicale Les Producteurs de Mel Brooks adapté de son film éponyme de 1968.

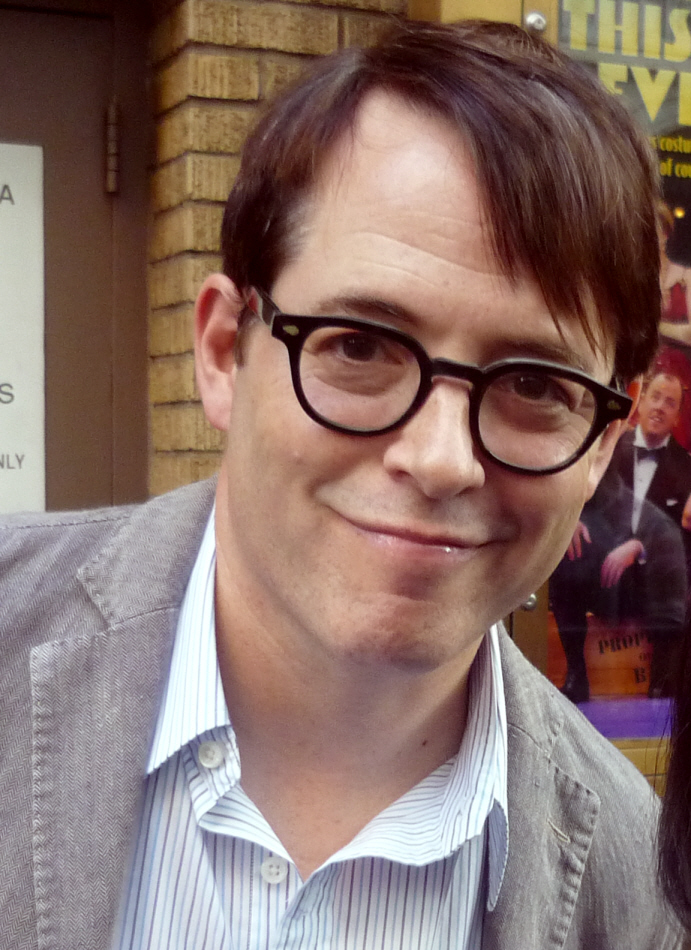
Matthew Broderick en 2012

Après une reprise de Drôle de couple (en) (The Odd Couple) à Broadway en octobre 2005 (toujours avec Nathan Lane), Broderick interprète un professeur de lycée dans The Philanthropist du 10 avril au 28 juin 2009.
Il est revenu sur la scène de Broadway au printemps 2012 pour jouer dans la comédie musicale Nice Work If You Can Get It (en), réalisé et chorégraphié par Kathleen Marshall. Il a notamment joué dans l'adaptation à Broadway en 2015 de Sylvia, une pièce de A.R. Gurney réalisé par Daniel J. Sullivan.
Broderick a fait ses débuts au West End theatre dans « The Starry Messenger » en mai 2019, avec Elizabeth McGovern.
En 2018, il a été annoncé que Broderick jouerait le rôle principal de Michael Burr dans la série Netflix comédie dramatique Daybreak.
En 2022, Broderick est revenu à Broadway dans une reprise de Plaza Suite où il a joué aux côtés de sa femme Sarah Jessica Parker.

### Vie privée
Matthew Broderick a été fiancé brièvement à l'actrice Jennifer Grey, rencontrée sur le tournage de La Folle Journée de Ferris Bueller en 1986. Il fait la connaissance de l'actrice Sarah Jessica Parker, par l'intermédiaire du frère de celle-ci. Le couple se marie le 19 mai 1997 et a trois enfants : un garçon, James Wilke né le 28 octobre 2002, et des jumelles, Marion et Tabitha, nées le 23 juin 2009 d'une mère porteuse.
Fan de baseball, il assiste régulièrement aux matchs de son équipe favorite, les Mets de New York.
Le 5 août 1987, Matthew Broderick et Jennifer Grey, en vacances en Irlande du Nord, roulent sur une route de campagne près de Enniskillen, dans le comté de Fermanagh dans une voiture de location lorsqu'ils percutent une voiture alors qu'ils roulaient à contre-sens sous la pluie. La conductrice, Anna Gallagher, et sa mère, Margaret Doherty, meurent sur le coup. Matthew Broderick reste quatre semaines à l'hôpital de Belfast. Il a les deux jambes et des côtes fracturées, le poumon perforé et souffre soi-disant de commotion cérébrale. Jennifer Grey n'a été que légèrement touchée. Lors de sa sortie d'hôpital, il repart directement aux États-Unis avant d'être entendu par la police et la justice.
À son réveil, Broderick dit « n'avoir aucun souvenir de l'accident » contredisant les témoignages des pompiers et est incapable d'expliquer pourquoi il roulait sur la mauvaise voie. Il ajoute que la première chose dont il se remémore est de se réveiller à l'hôpital avec une étrange sensation dans la jambe. Broderick a été inculpé « d'homicide involontaire avec conduite dangereuse », type d'infraction spécifique au Royaume-Uni, qui peut être sanctionnée de cinq ans de prison. Cette inculpation a été requalifiée par la suite en « conduite avec défaut d'attention », l'acteur écopant d'une amende de 175 dollars. La famille des victimes a qualifié cette décision de « parodie de justice ».

## Filmographie

### Cinéma

#### Films
- 1983 : Le Retour de Max Dugan (en) d'Herbert Ross : Michael McPhee
- 1983 : Wargames de John Badham : David Lightman
- 1985 : Ladyhawke, la femme de la nuit de Richard Donner : Philippe Gaston
- 1985 : 1918 (en) de Ken Harrison : Brother Vaughn
- 1986 : La Folle Journée de Ferris Bueller de John Hughes : Ferris Bueller
- 1986 : On Valentine's Day de Ken Harrison : Frère Vaughn
- 1987 : Project X de Jonathan Kaplan : Jimmy Garrett
- 1988 : Biloxi Blues de Mike Nichols : Eugene Morris Jerome
- 1988 : Torch Song Trilogy de Paul Bogart : Alan Simon
- 1988 : La Vie en plus de John Hughes : Ferris Bueller (caméo)
- 1989 : Family Business de Sidney Lumet : Adam McMullen
- 1989 : Glory d'Edward Zwick : Col. Robert Gould Shaw
- 1990 : Premiers Pas dans la mafia d'Andrew Bergman : Clark Kellogg
- 1992 : Sur la corde raide de Francis Veber : Bill Campbell (direct en vidéo en France)
- 1993 : Chassé-croisé de Warren Leight : Sam Lester
- 1994 : Aux bons soins du docteur Kellogg d'Alan Parker : William Lightbody
- 1994 : Mrs Parker et le Cercle vicieux d'Alan Rudolph : Charles MacArthur
- 1996 : Disjoncté de Ben Stiller : Steven M. Kovacs
- 1996 : Infinity de lui-même : Richard Feynman (également producteur et réalisateur)
- 1997 : Addicted to Love de Griffin Dunne : Sam
- 1998 : Godzilla de Roland Emmerich : Dr. Niko « Nick » Tatopoulos
- 1998 : Walking to the Waterline (en) de Matt Mulhern : Michael Woods
- 1999 : L'Arriviste d'Alexander Payne : Jim McAllister
- 1999 : Inspecteur Gadget de David Kellogg : Officier John Brown/Inspecteur Gadget/Robo Gadget
- 2000 : Jour blanc de Chris Koch : Narrateur (voix)
- 2000 : Tu peux compter sur moi de Kenneth Lonergan : Brian Everett
- 2003 : Mon chien, ce héros de John Robert Hoffman : Hubble (voix)
- 2004 : Marie and Bruce de Tom Cairns : Bruce
- 2004 : Et l'homme créa la femme de Frank Oz : Walter Kresby
- 2004 : The Last Shot de Jeff Nathanson : Steven Schats
- 2005 : Les Producteurs de Susan Stroman : Leo Bloom
- 2005 : Strangers with Candy de Paul Dinello : Roger Beekman
- 2006 : Voisin contre voisin de John Whitesell : Steve Finch
- 2007 : Une histoire de famille d'Helen Hunt : Ben Green
- 2008 : Diminished Capacity de Terry Kinney : Cooper Zerbs
- 2008 : Finding Amanda de Peter Tolan : Taylor Peters Mendon
- 2009 : Wonderful World (en) de Joshua Goldin : Ben Singer
- 2011 : Happy New Year de Garry Marshall : M. Buellerton
- 2011 : Le Casse de Central Park de Brett Ratner : M. Fitzhugh
- 2011 : Margaret de Kenneth Lonergan : John Van Tassel
- 2013 : Skum Rocks! de Clay Westervelt : Lui-même (documentaire)
- 2015 : Dirty Weekend (en) de Neil LaBute : Les Moore
- 2015 : Crazy Amy de Judd Apatow : Lui-même
- 2016 : L'Exception à la règle de Warren Beatty : Levar Mathis
- 2016 : Manchester by the Sea de Kenneth Lonergan : Jeffrey
- 2016 : The American Side de Jenna Ricker : Borden Chase
- 2018 : To Dust de Shawn Snyder : Albert
- 2019 : Love Is Blind de Jennifer Schuur : Murray Krafft
- 2020 : Lazy Susan de Nick Peet : Doug
- 2023 : She Came to Me de Rebecca Miller
- 2023 : Le Challenge (No Hard Feelings) de Gene Stupnitsky : le père de Percy

#### Films d'animation
- 1994 : Le Roi lion de Roger Allers et Rob Minkoff : Simba (adulte)
- 1995 : Le Voleur et le Cordonnier de Richard Williams : Tack le cordonnier/Narrateur (voix)
- 1998 : Le Roi lion 2 : L'Honneur de la tribu de Rob LaDuca et Darrell Rooney : Simba (adulte) (direct en vidéo)
- 2004 : Le Roi lion 3 : Hakuna Matata de Bradley Raymond : Simba (adulte) (direct en vidéo)
- 2007 : Bee Movie : Drôle d'abeille de Steve Hickner et Simon J. Smith : Adam Flayman
- 2008 : La Légende de Despereaux de Sam Fell et Robert Stevenhagen : Despereaux
- 2019 : Le Parc des merveilles de Dylan Brown et David Feiss : M. Bailey

### Télévision

#### Téléfilms
- 1984 : Master Harold...and the Boys de Lonny Price : Hally Ballard
- 1993 : A Life in the Theatre de Gregory Mosher : John
- 2003 : The Music Man de Jeff Bleckner : Professeur Harold Hill
- 2017 : A Christmas Story Live! de Scott Ellis et Alex Rudzinski : Ralphie (adulte)/Narrateur[15]

#### Séries télévisées
- 1981 : Lou Grant : Mike Nelson (saison 4, épisode 11 : Generations)
- 1985 : Faerie Tale Theatre : Prince Henry (saison 4, épisode 5 : Cinderella)
- 1988-1998 : Saturday Night Live : Présentateur (2 épisodes)
- 1995 : Frasier : Mark (voix) (saison 3, épisode 1 : She's the Boss)
- 1996 : The West : William Swain (voix) (épisode: Speck of the Future)
- 2008-2012 : 30 Rock : Cooter Burger (2 épisodes)
- 2009 : Cybermatt : Max (voix) (épisode: Father's Day)
- 2010-2015 : Louie : Lui-même (2 épisodes)
- 2012 : Modern Family : Dave (saison 4, épisode 8 : Mistery Date)
- 2012-2016 : Adventure Time : Dream Warrior et Spirit of the Forest (voix) (saison 4, épisode 21 : Who Would Win) et (saison 7, épisode 25 : Flute Spell)
- 2015 : The Jim Gaffigan Show : Lui-même (épisode: Wonderful)
- 2017 : BoJack Horseman : Joseph Sugarman (voix) (2 épisodes)
- 2018-2019 : The Conners : Peter (4 épisodes)
- 2019 : At Home with Amy Sedaris : Cliff Wilt (épisode : Teenagers)
- 2019 : Saturday Night Live : Mike Pompeo (épisode: Phoebe Waller-Bridge/Taylor Swift)
- 2019 : Comedians in Cars Getting Coffee : Lui-même (invité) (saison 11, épisode 5 : These People That Do This Stuff. They Stink)
- 2019 : Daybreak de Brad Peyton et Aron Eli Coleite : Michael Burr/Baron Triumph (10 épisodes)
- 2019 : Rick and Morty : Talking Cat (voix) (saison 4, épisode 4 : Claw and Hoarder: Special Ricktim's Morty)
- 2019 : Better Things de Pamela Adlon et Louis C.K. : Dr. David Miller (saison 3, 4 épisodes)
- 2023 : Painkiller de Peter Berg (6 épisodes, Netflix)
- 2023 : Only Murders in the Building de Steve Martin et John Hoffman : lui-même (saison 3, 2 épisodes)

## Théâtre
Sauf indication contraire ou complémentaire, les informations mentionnées dans cette section proviennent de la base de données Ibdb et du site internet de Playbill.
- 1981 : Torch Song Trilogy : David (Village Actors' Playhouse, Off Broadway)
- 1983-1986 : Brighton Beach Memoirs : Eugene Jerome (46th Street Theatre, Broadway)
- 1985-1986 : Biloxi Blues : Eugene Morris Jerome (Neil Simon Theatre, Broadway)
- 1985 : 39e cérémonie des Tony Awards : Participant
- 1986-1987 : The Widow Claire : Horace Robedaux (Circle in the Square Theatre, Off Broadway)
- 1990 : 44e cérémonie des Tony Awards : Participant
- 1993 : 47e cérémonie des Tony Awards : Participant
- 1995-1996 : How to Succeed in Business Without Really Trying : J. Pierrepont Finch (Richard Rogers Theatre, Broadway)
- 1996 : 50e cérémonie des Tony Awards : Participant
- 1999 : La Force des ténèbres (Night Must Fall) : Dan (Helen Hayes Theatre, Broadway)
- 1999 : 53e cérémonie des Tony Awards : Présentateur
- 2000 : Taller Than a Dwarf : Howard Miller (Longacre Theatre, Broadway)
- 2001-2007 : The Producers : Leopold "Leo" Bloom (St. James Theatre, Broadway)
- 2002 : Short Talks on the Universe : Lucifer (Longacre Theatre, Broadway)
- 2004 : The Foreigner : Charlie Baker (Laura Pels Theatre, Off Broadway)
- 2005 : 59e cérémonie des Tony Awards : Participant
- 2005-2006 : Drôle de couple (The Odd Couple) : Felix Unger (Brooks Atkinson Theatre, Broadway)
- 2009 : The Philanthropist : Phillip (American Airlines Theatre, Broadway)
- 2009 : The Starry Messenger : Mark Williams (Theatre Row, Off Broadway)
- 2010 : Brigadoon : Présentateur (Shubert Theatre, Broadway)
- 2011 : 65e cérémonie des Tony Awards : Participant
- 2012-2013 : Nice Work If You Can Get It : Jimmy Winter (Imperial Theatre, Broadway)
- 2014-2015: It's Only a Play : Peter Austin (Gerald Schoenfeld Theatre, Broadway)
- 2015-2016 : Sylvia : Greg (Cort Theatre, Broadway)
- 2016 : Oh, Hello on Broadway : Invité (Lyceum Theatre, Broadway)
- 2016 : Shining City : John (Irish Repertory Theatre, Off Broadway)
- 2017 : Evening at the Talk House : Robert (Signature Theatre, Broadway)
- 2018 : Celebrity Autobiography : Lui même (Marquis Theatre, Off Broadway)
- 2018 : The Closet : Martin O'Reilly (Williamstown Theatre Festival, Massachusetts)
- 2019 : The Starry Messenger : Mark Williams (West End, London)
- 2021 : Plaza Suite : Roy Hubley, Jesse Kiplinger, Sam Nash (Hudson Theatre, Broadway)

## Distinctions

### Récompenses
Festival du film de Tribeca
- 2018 : Prix du public pour To Dust[18]

Hollywood Film Awards
- 2005 : Meilleur acteur dans un second rôle dans le rôle de Leo Bloom pour Les Producteurs (film, 2005)

Outer Critics Circle Awards
- 1995 : Meilleur acteur dans une comédie musicale pour How to Succeed in Business Without Really Trying

Tony Awards
- 1983 : Meilleur acteur dans un second rôle dans une pièce dans le rôle de Eugene Jerome pour Brighton Beach Memoirs[5]
- 1995 : Meilleur acteur dans une comédie musicale dans le rôle de J. Pierrepont Finch pour How to Succeed in Business Without Really Trying[5]

### Nominations
CableACE Awards
- 1985 : Meilleur acteur dans un programme spécial télévisé de théâtre ou dramatique pour Master Harold...and the Boys

Chlotrudis Awards
- 2000 : Meilleur acteur dans le rôle de Jim McAllister pour L'Arriviste

Drama Desk Awards
- 1982 : Meilleur acteur dans un second rôle dans une pièce pour Torch Song Trilogy
- 1983 : Meilleur acteur dans une pièce pour Brighton Beach Memoirs
- 1995 : Meilleur acteur dans une comédie musicale pour How to Succeed in Business Without Really Trying
- 2001 : Meilleur acteur dans une comédie musicale pour The Producers (comédie musicale)

Gold Derby Awards
- 2008 : Meilleur acteur invité dans une série télévisée comique pour 30 Rock
- 2017 : Meilleure distribution pour Manchester by the Sea

Golden Globe Awards
- 1987 : Meilleur acteur dans un film musical ou une comédie dans le rôle de Ferris Bueller pour La Folle Journée de Ferris Bueller[19]

Grammy Awards
- 2013 : Meilleur album de comédie musicale pour Nice Work If You Can Get It[20]

MTV Movie & TV Awards
- 1997 : Meilleur combat avec Jim Carrey pour Disjoncté

Online Film & Television Association
- 2013 : Meilleur acteur invité dans une série télévisée comique pour Modern Family

Outer Critics Circle Awards
- 1982 : Meilleur acteur dans un second rôle dans une pièce pour Torch Song Trilogy
- 2001 : Meilleur acteur dans une comédie musicale pour The Producers  (comédie musicale)

Primetime Emmy Awards
- 1994 : Meilleur acteur dans un second rôle dans une mini-série ou un téléfilm dans le rôle de John pour A Life in the Theatre[21]

Prism Awards
- 2009 : Meilleure performance dans un long métrage dans le rôle de Taylor Peters Mendon pour Finding Amanda

Saturn Awards
- 1984 : Meilleur acteur dans le rôle de David Lightman pour WarGames

Screen Actors Guild Awards
- 2017 : Meilleure distribution pour Manchester by the Sea

Stinkers Bad Movie Awards
- 2005 : Pire acteur pour Les Producteurs (film, 2005)
- 2005 : Duo le moins dynamique avec Nathan Lane pour Les Producteurs (film, 2005)
- 2006 : Pire duo à l'écran avec Danny DeVito pour Voisin contre voisin

Tony Awards
- 2001 : Meilleur acteur dans une comédie musicale pour The Producers (comédie musicale)[5]

### Honneurs
Le 9 janvier 2006, au cours d'une double cérémonie avec son acolyte Nathan Lane, Matthew Broderick obtient son étoile sur le Hollywood Walk of Fame pour sa  contribution à l'industrie cinématographique. Elle est située au 6801 Hollywood Blvd.

## Voix francophones
En France, William Coryn est la voix régulière de Matthew Broderick. Bernard Gabay et Jean-Pierre Michaël l'ont doublé à six et trois reprises.
Au Québec, Antoine Durand est la voix régulière de l'acteur. Alain Zouvi et Joël Legendre l'ont également doublé à quatre et trois reprises.